# Дарко Елез
Дарко Елез (Сарајево, 1980) је вођа криминалне групе са Пала. Има двојно држављанство - БиХ и Србије. Иза себе има дугу кривичну евиденцију, а његова група повезивана је са најтежим злочинима, укључујући покушај убиства, пљачку и изнуду.

## Биографија
Према документацији МУП-а Републике Српске, кривична дела су почела да се нижу непосредно након рата. Бавио се шверцом цигарета, а затим и оружја. Елез је 2012. у Београду правоснажно осуђен на девет година затвора, као организатор криминалне групе која је 2009. на територији Србије и БиХ трговала дрогом, вршила изнуде и чинила друга кривична дела. Казну је издржао у затвору у Сремској Митровици, а пуштен је у новембру 2017. године, када је добио условну казну.
У Сарајеву је 2013. године подигнута још једна оптужница против њега за више кривичних дела. За Елезом је расписана међународна потерница због покушаја убиства Ђорђа Ждрале. Афера „Лутка“ подигла је оптужницу против 32 особе због организованог криминала, економског криминала, корупције и тероризма. Групу је водио Дарко Елез, а међу оптуженима су и тројица бивших службеника Државне агенције за истраге и заштиту (СИПА), Граничне полиције БиХ и МУП-а Кантона Сарајево.

## Истрага
Осумњичени је вишеструки повратник у извршењу најтежих кривичних дела, ухапшен у Београду у децембру 2020. године, за тешка кривична дела организовани криминал - убиство Синише Миличевића Тигра у Источном Сарајеву, покушај убиства две особе у Бијељини и изнуда, почињена од 2015. до 2019. године.
Сумња се такође да је Елез један од сарадник ухапшеног Вељка Беливука званог Веља Невоља. „Кавачки клан“ из Црне Горе, који наводно предводи Радоје Звицер, повезује се са активностима „Беливук клан“, као и са криминалном групом „Елез клан“. Дарко Елез и Вељко Беливук осумњичени су за иста кривична дела - од формирања организованих криминалних група, дилања, рекета, насиља и убистава. Док су Беливук, који је још под истрагом, и његов тим тренутно оптужени за три убиства, Елез је осумњичен за два.

## Сукоб са Ждралом
Дарко Елез наводно је у сукобу са својим кумом Ђорђем Ждралом, који служи 20-годишњу затворску казну због убиства. Кумови су наводно ратовали због  бивше мисице Слободанке Тошић У поступку „Лутка“ осуђена је на две и по године затвора, јер је, како је утврђено, по Елезовом налогу намамила Ждрала у сачекушу у насељу Корани у Лукавици. Ждралe је тада преживео напад, а Елез, коме је због тога суђено у Београду, ослобођен је кривице, док је Тошићева наводно побегла из кућног притвора и за њом је расписана Интерполова потерница.